# 호국사 (진주시)

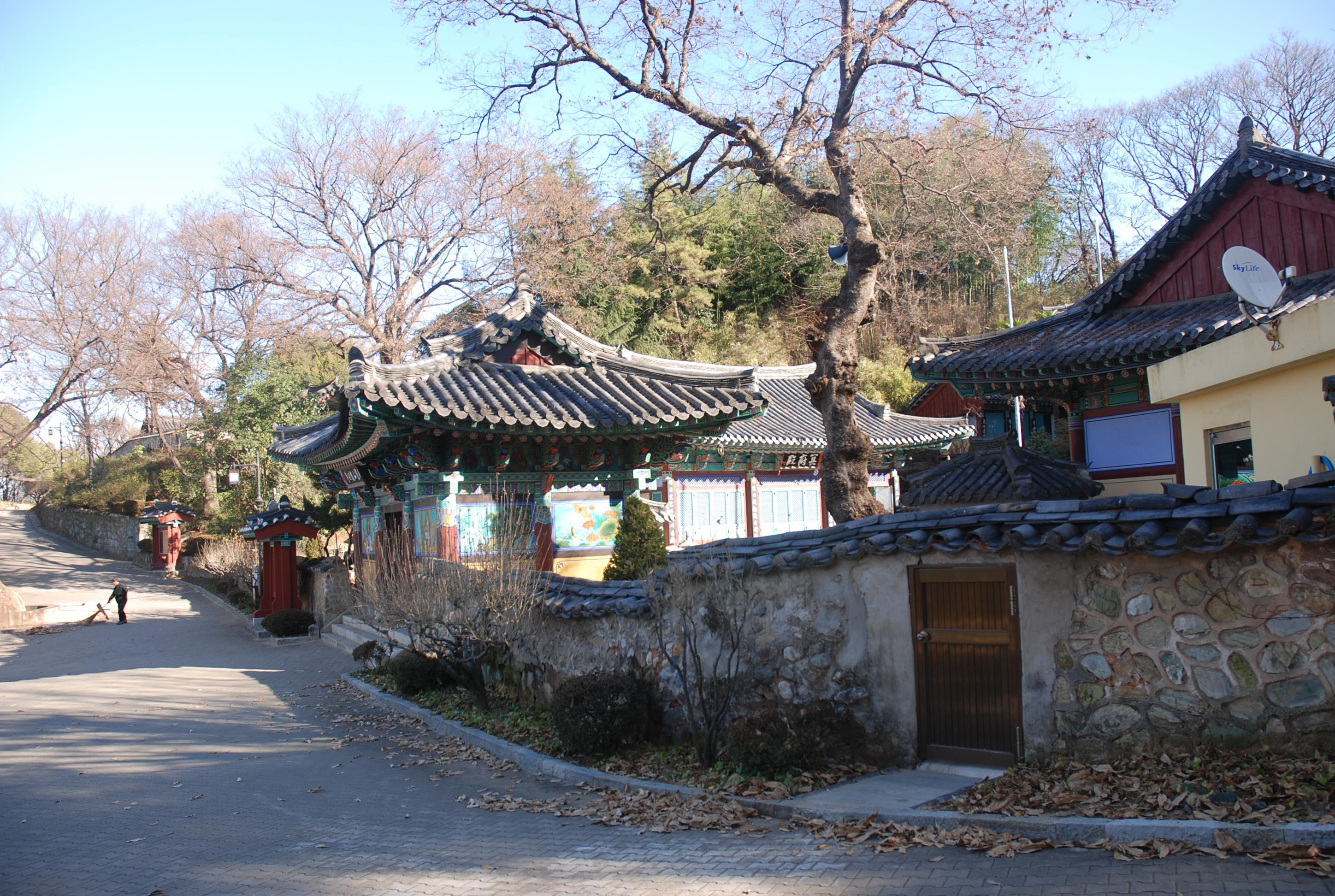
호국사의 가을

호국사(護國寺)는 대한민국 경상남도 진주시 남성동 214-5에 위치한 조계종 사찰이다.

## 개요
전통 사찰 제70호로 진주시 남성동 진주성 내에 위치하고 있다. 고려시대에 창건되어 원래 이름은 내성사(內城寺)였다. 고려 말에 왜구를 막기 위한 승병을 기르기 위해 창건되었으며, 임진왜란 때는 승군(僧軍)의 근거지가 되었다.
제2차 진주성 전투에서 성과 함께 운명을 같이한 승병들의 넋을 기리기 위하여 숙종 때 호국사(護國寺)란 이름으로 재건하였다고 전한다. 현재의 호국사는 진주성을 정비하면서, 일주문(一柱門) 자리가 발견되어, 새로 건립한 것이며, 사찰의 건물들은 모두 근년에 새로 만들어진 것들이다.
임진왜란 때 전몰한 장수들을 배향한 창열사가 바로 정문에서 왼쪽 편에 붙어 있고, 오른 편으로는 서장대가 위치해 있다. 입구에는 사천왕상과 좌우로 동재와 서재가 있고, 정면으로는 대웅전이 있다. 항상 독경 소리가 끊이지 않는다.

## 갤러리

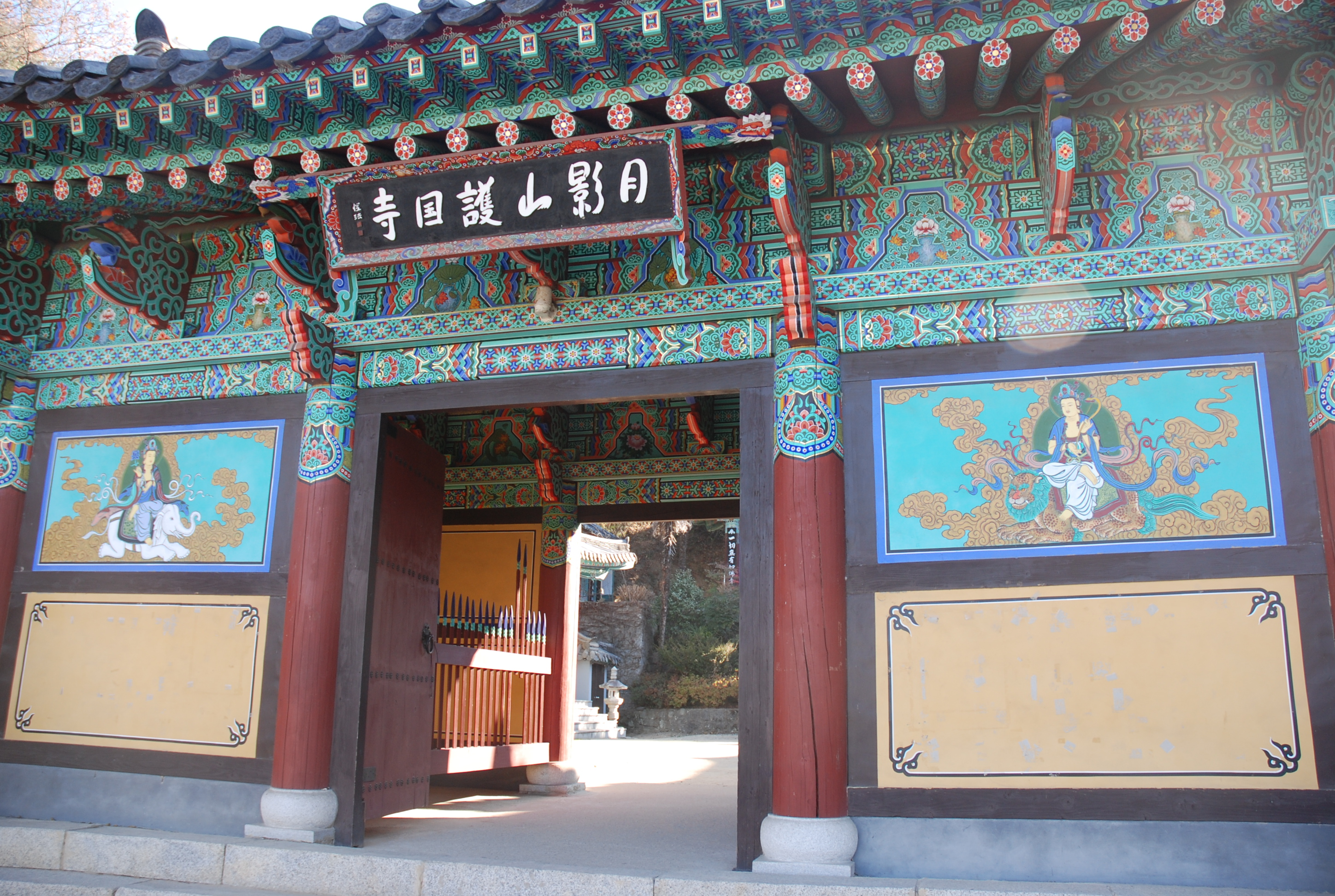
호국사 입구
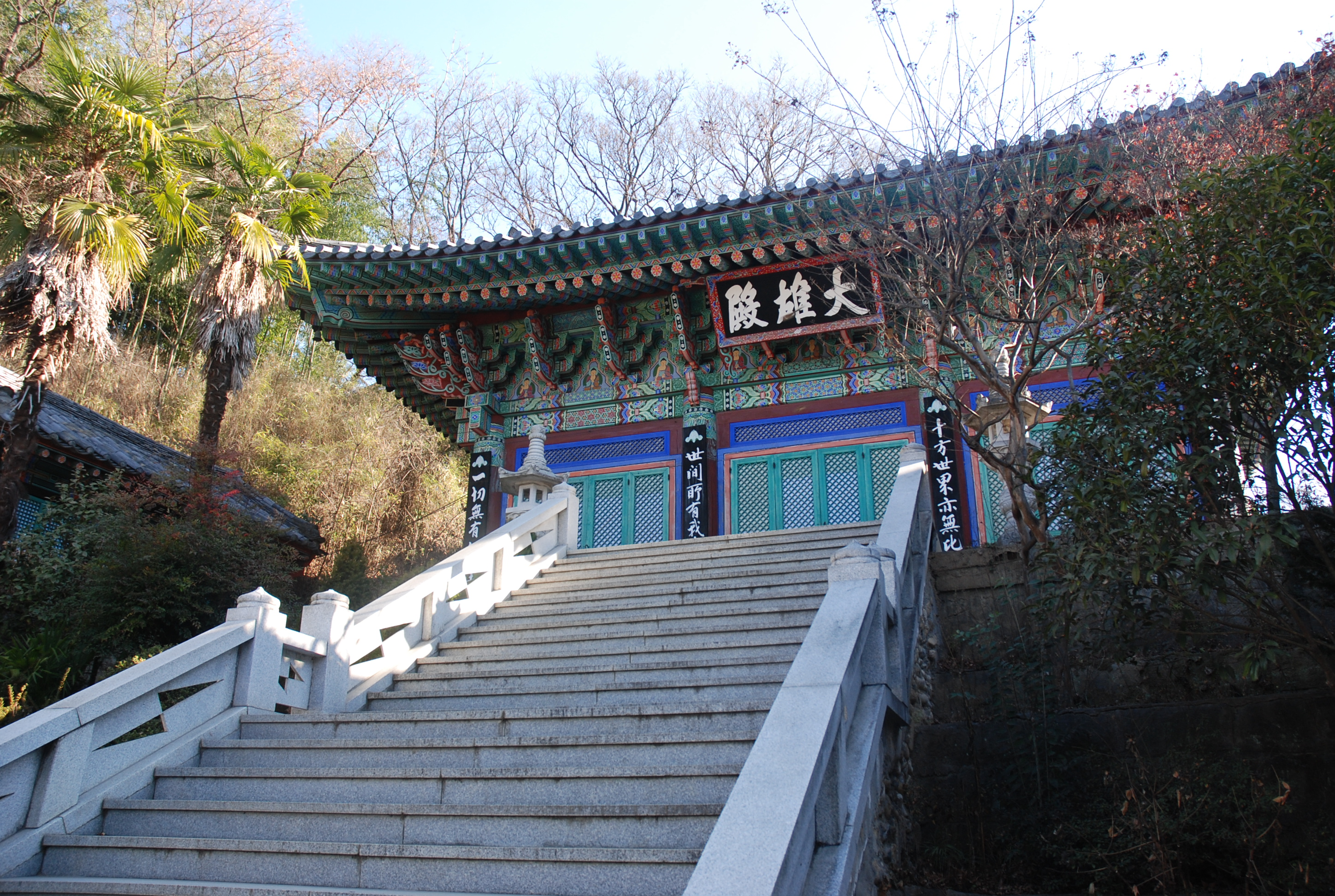
호국사 대웅전